# 特洛伊鎮區 (伊利諾伊州威爾縣)
特洛伊鎮區（英語：Troy Township）是位於美國伊利諾伊州威爾縣的一個行政鎮區。

## 地方資料
根據2010年美國人口普查的數據，特洛伊鎮區的面積為91.60平方千米，當中陸地面積為90.00平方千米，而水域面積為1.60平方千米。當地共有人口47447人，而人口密度為每平方千米517.98人。